# Mike Patton
Pour les articles homonymes, voir Mike et Patton.
Mike Patton, né le 27 janvier 1968 à Eureka en Californie, est un chanteur, compositeur, musicien et acteur américain.
Il est, ou a été, le chanteur de plusieurs groupes musicaux à travers sa carrière. Il est actuellement membre des groupes Faith No More, Fantômas, Tomahawk et Dead Cross et est membre de Mr. Bungle. Il a également collaboré avec de nombreux artistes dans le cadre de divers projets musicaux. Patton est également copropriétaire et cofondateur du label Ipecac sur lequel lui et plusieurs de ses collaborateurs sortent leurs albums. Il a commencé une carrière d'acteur comme premier rôle dans le film Firecracker de Steve Balderson.
Le critique Greg Prato d'AllMusic le décrit comme « l'un des chanteurs les plus polyvalents et talentueux du rock. »

## Biographie

### Mr. Bungle et Faith No More (1985–1995)
Mike Patton forme Mr. Bungle à l'âge de dix-sept ans avec Trevor Dunn et Trey Spruance en 1985 alors qu'ils sont tous trois lycéens,. C'est avec ce groupe que Patton enregistre ses premières démos, The Raging Wrath of the Easter Bunny en 1986, et Bowel of Chiley l'année suivante. En jouant un concert dans le nord de la Californie, les membres de Faith No More rencontrent Mike Patton en 1988, et écoutent une des démos de son groupe. Impressionnés, il lui proposent de remplacer leur chanteur, Chuck Mosley, avec qui ils ont des problèmes. Ils font par ailleurs la même invitation à Chris Cornell. Patton hésite avant d'accepter, car il est déjà chanteur pour Mr. Bungle et étudiant à l'Humboldt State University, mais il accepte, en précisant qu'il serait à la fois membre de Faith No More et de Mr. Bungle. Cette même année, Mr. Bungle sort une autre démo, Goddammit I Love America!.
C'est en 1989, alors que OU818, la quatrième et dernière démo de Mr. Bungle, fait sa sortie, que Faith No More connait un succès commercial international avec The Real Thing, qui est reconnu pour avoir lancé la vague de funk metal des années 1990 et pour avoir fortement influencé les groupes de la scène nu metal. Patton, qui avait été recruté au dernier moment, n'a pas l'opportunité de participer à la composition des titres, mais s'occupa néanmoins de l'écriture des textes de certaines chansons,. Mr. Bungle signe un contrat avec Warner Bros. Records, en partie grâce au succès de Mike Patton avec Faith No More, puis sort en 1991 Mr. Bungle, le premier album du groupe, produit par John Zorn. Patton commence alors à collaborer avec ce dernier en participant à son album Elegy, sorti en 1992. Patton réalise un court métrage, Video Macumba, en 1993. En 1994, Patton épouse Titi Zuccatosta. En 1995, Faith No More en était à deux albums avec la collaboration de Patton, (Angel Dust, en 1992, et King for a Day... Fool for a Lifetime, en 1995), et Mr. Bungle en était à son second, avec Disco Volante.

### Collaborations et projets musicaux (1995–1999)

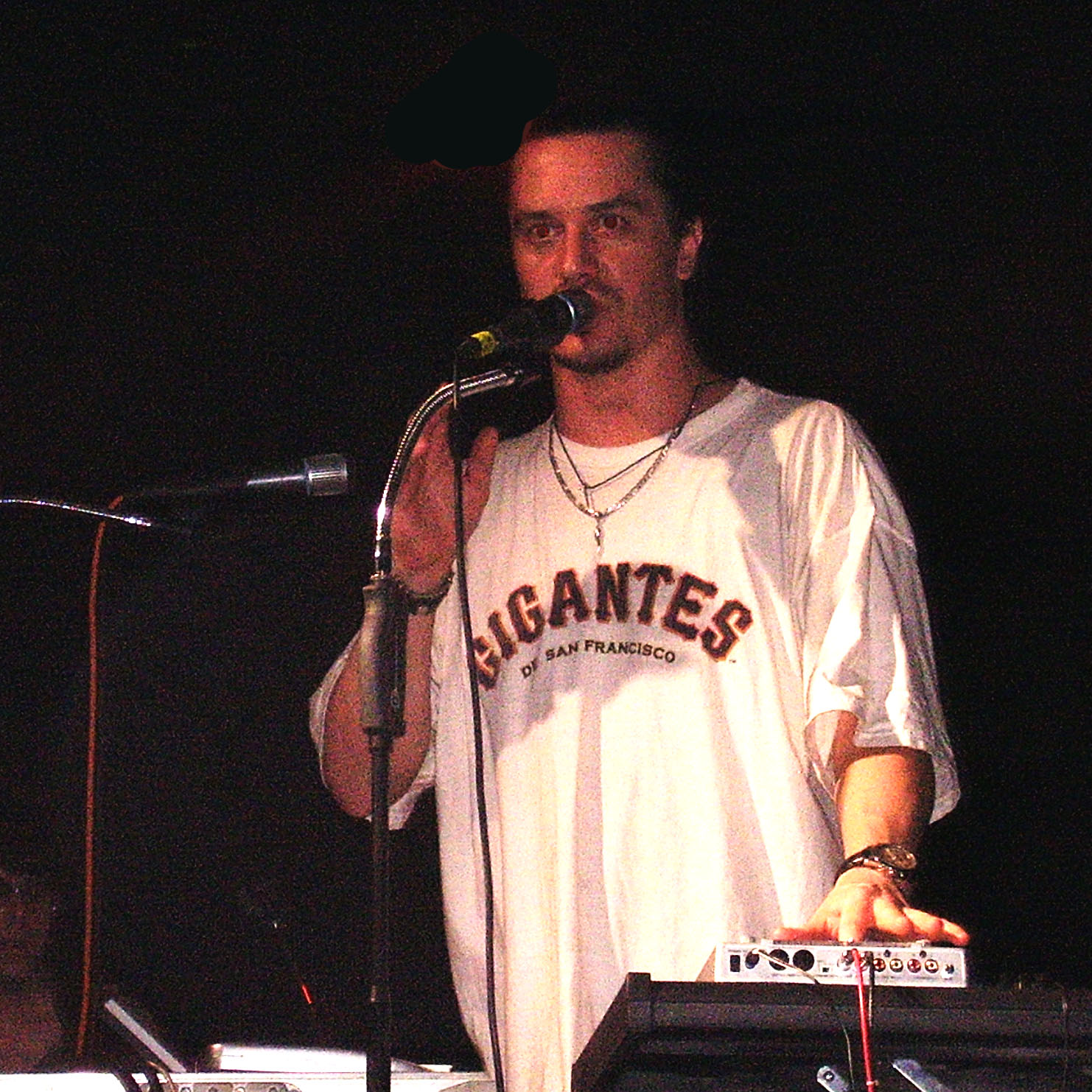
Mike Patton en 2006.

En 1996 il participe à l'album Roots du groupe brésilien Sepultura en chantant sur la piste Lookaway avec Jonathan Davis. Cette même année, le premier album solo de Patton fait sa sortie sur Tzadik Records: Adult Themes for Voice. Cet album consiste en des enregistrements sonores d'effets vocaux que Patton avait effectués dans les chambres d'hôtel pendant ses tournées avec Faith No More, et peut être vu à la fois comme une œuvre de musique expérimentale et de musique bruitiste. En 1997, Patton coécrit et chante sur la piste Mine sur l'album Blood Rooted, de Sepultura. Patton apparait sur plusieurs autres albums cette année-là, dont la compilation Great Jewish Music : Burt Bacharach, où il chante et joue les claviers sur la piste She's Gone Away, Great Jewish Music : Serge Gainsbourg, une autre compilation où Patton chante et joue tous les instruments de la piste Ford Mustang, et Fear No Love de Bob Ostertag, où Patton chante sur deux pistes,,. Il sort également son second album solo, Pranzo Oltranzista, constitué de ses compositions expérimentales jouées par divers musiciens dont John Zorn, avec qui il collabore souvent à partir de 1999. Faith No More sort son dernier album studio, Album of the Year, puis annonce sa dissolution officielle l'année suivante, en 1998. Cette année-là, Patton collabore avec plusieurs artistes dont John Zorn et Trey Spruance dans l'enregistrement d'un album appelé Weird Little Boy. Il participe aussi à la compilation Great Jewish Music : Marc Bolan sous le nom de Fantômas, un nom qu'il utilisera plus tard pour un supergroupe expérimental. C'est donc en 1999 que Patton fonde Fantômas, avec Dave Lombardo de Slayer à la batterie, Trevor Dunn de Mr. Bungle à la basse, et Buzz Osborne des Melvins à la guitare. Pour sortir les albums enregistrés avec Fantômas, il fonde Ipecac Recordings avec Greg Werckman. Lors d'une interview en 2004, Patton affirme qu'une des raisons qui l'a poussé à fonder son propre label était qu'aucun autre label ne voulait publier ses disques. Toujours en 1999, Patton et l'artiste de musique bruitiste japonais Merzbow collaborent sous le nom de Maldoror pour sortir l'album She.

### Fantômas et Tomahawk (1999-2009)

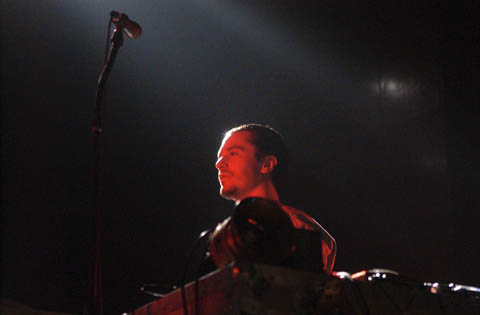
Mike Patton avec Fantômas en 2004.

Avec Fantômas, Mike Patton sort en 1999 Fantômas, où il utilise sa voix comme instrument en chantant des syllabes dénuées de sens. 1999 annonce aussi la sortie du dernier album studio de Mr. Bungle, California. Après une tournée en Europe et en Australie l'année suivante, Mr. Bungle n'a plus été actif en tant que groupe, et les membres du groupe n'ont pas annoncé vouloir continuer à jouer de la musique en tant que Mr. Bungle. En 2000, Patton fonde Tomahawk avec Duane Denison, ancien membre de The Jesus Lizard. Au début des années 2000, le groupe INXS explique à Patton souhaiter remplacer leur chanteur. D'autre part, le guitariste Slash propose à Patton de former un nouveau groupe avec des anciens membres de Guns N' Roses. Patton refusa ces deux invitations, déclarant qu'il était « trop occupé. » En 2001 sortent les albums The Director's Cut et Tomahawk, respectivement de Fantômas et de Tomahawk, suivis de Millennium Monsterwork 2000, un album live de Fantômas et des Melvins. En 2001, Patton fait partie de Lovage, le projet musical de Dan the Automator, et figure sur l'album Music to Make Love to Your Old Lady By.

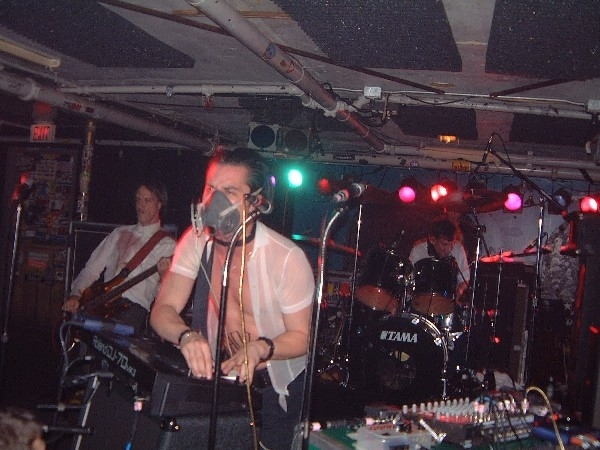
Mike Patton en concert avec Tomahawk.

C'est également cette année-là que lui et sa femme, Titi Zuccatosta, divorcent, en partie à cause du temps et de l'énergie que Patton met dans ses projets musicaux. Il chante pour The Dillinger Escape Plan (qui avait fait la première partie de Mr. Bungle en 1999) en 2002 sur leur album Irony is a Dead Scene. En 2003, Tomahawk sort son deuxième album, Mit Gas. L'année suivante, Patton sort un album en collaboration avec Kaada, Romances. Le troisième opus de Fantômas, Delìrium Còrdia, sort en 2004, et consiste d'une seule piste durant plus d'une heure.
En 2005, Patton fait son début au cinéma, avec Firecracker, un film dont il joue l'un des rôles principaux, mais trouve tout de même le temps de sortir Suspended Animation, le quatrième album de Fantômas, et General Patton Vs. The X-Ecutioners. Cette année-là, Firecracker reçoit cinq récompenses et une nomination, notamment au Raindance Film Festival,. En 2006, il sort Peeping Tom une compilation de collaborations avec divers artistes, dont Norah Jones, Rahzel, Dub Trio et Massive Attack. Il apparaît également sur les albums New Heavy en 2006 et Another Sound Is Dying en 2008 du groupe Dub Trio sur le label Ipecac dont Mike Patton est cofondateur et copropriétaire. L'acteur Danny DeVito fait par ailleurs une apparition dans le clip du single Mojo. Il fait partie du film Je suis une légende un an plus tard en doublant les zombies. En 2007, en plus de sortir le troisième album de Tomahawk, Anonymous, Patton enregistre les voix pour les jeux vidéo The Darkness et Portal, une activité qu'il continue l'année suivante avec Left 4 Dead et Bionic Commando. Il sort en 2008 un troisième album solo, cette fois-ci sur Ipecac Recordings : A Perfect Place. Cet album, composé entièrement par Patton, est la bande originale d'un film du même nom. En mars 2008, il part en tournée avec le groupe italien Zu, qui avait fait la première partie des concerts de Fantômas et des Melvins dans leur tournée en 2006. Durant l'été 2008, il réalise plusieurs concerts en duo avec Dan the Automator sous le nom de Crudo.

### Le retour de Faith No More (depuis 2009)

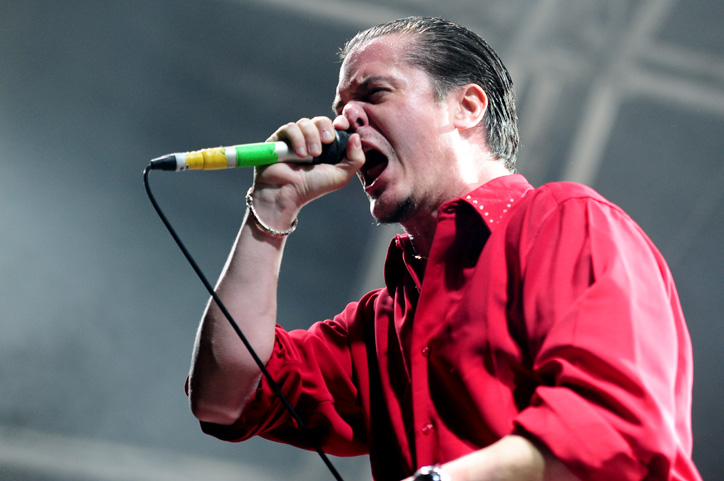
Patton avec Faith No More au Soundwave Festival 2010 à Perth (Australie).

En février 2009, une rumeur annonce que Faith No More serait de retour sur la scène, une scène où Mike Patton occuperait le poste de chanteur. Cette rumeur a été démentie par Patton lui-même, qui a dit que « rien n'était impossible » en précisant qu'il pourrait collaborer à nouveau avec certains membres du groupe. Mais pas sous le nom de Faith No More.
Faith No More serait à l'affiche du festival rock belge Pukkelpop 2009 avec Mike Patton. Le groupe fait son retour sur scène le 29 août 2009 au Festival Rock en Seine, de Saint-Cloud, en France. Mike Patton est apparu boitant, une canne à la main mais, après 10 minutes de show, il courait sur toute la scène, même s'il a peu lâché sa canne. Leur musique est toujours aussi énergique qu'à leurs débuts, et conforme à leur style, un sentiment de rage transparaissait dans le son rock du groupe.
En décembre 2016 il devient le nouveau chanteur de Dead Cross, le groupe de Dave Lombardo.

## Style et influences

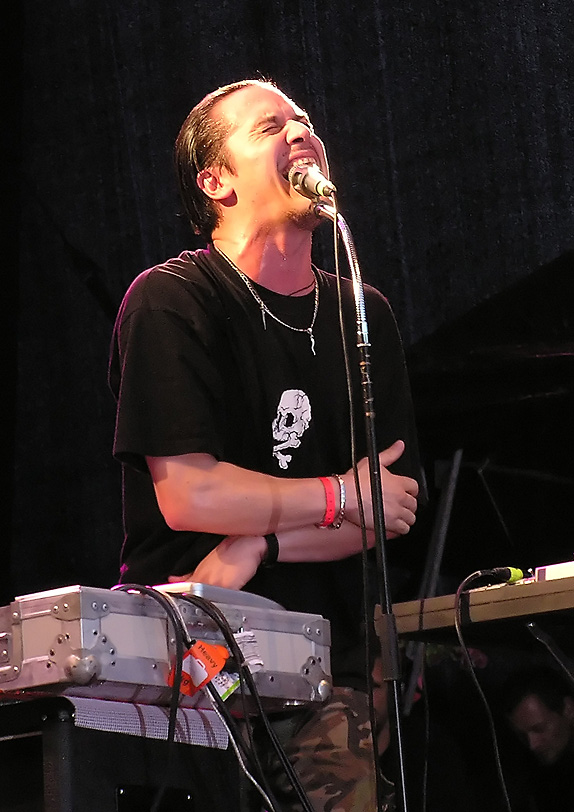
Mike Patton avec Fantômas en 2005.

Mike Patton a souvent été décrit comme étant de nature imprévisible et impétueuse, notamment dans ses styles vocaux. Aux débuts de Mr. Bungle, le groupe jouait du death metal et Patton faisait usage du grunt. Par la suite, Mr. Bungle affiche des influences diverses, dont le jazz, le surf rock, et la lounge. Patton utilise un chant plus nasal dans certaines pistes de The Real Thing de Faith No More. Mike Patton démontre également ses aptitudes à rapper, le critique musical Stephen Thomas Erlewine le déclarant « capable de passer sans effort du rap au chant. » Dans ses albums solo, Patton s'oriente vers la musique expérimentale. Adult Themes for Voice est enregistré a cappella sur un magnétophone quatre pistes et consiste en cris et sons créés avec sa voix. Pranzo Oltranzista contient quant à lui des instruments de musique et, d'après la description du critique musical Will York, « alterne les sections de suspens angoissant avec des déchaînements de bruit discordant. » Dans la majorité des albums de Fantômas, Patton prononce des syllabes dépourvues de signification, se servant de sa voix comme instrument de musique, à l'exception notable de The Director's Cut, où il chante des reprises de musiques de films. À ce sujet, Patton déclara dans une interview que « la musique de [Fantômas] est suffisamment compliquée. Des paroles me sembleraient vraiment gênantes. » Dans Suspended Animation, Patton mélange des éléments de la musique de dessins animés, de comptines, et de thrash metal avec de la musique électronique et du free jazz.

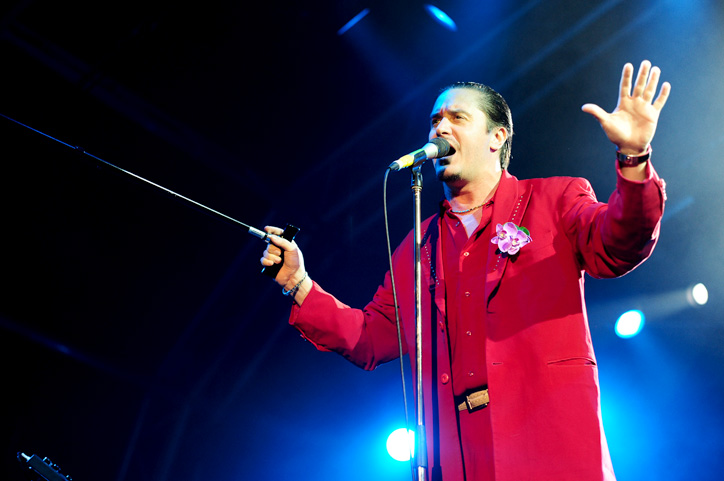
Mike Patton en concert avec Faith No More en 2010.

Sur scène, Mike Patton apparait ou se comporte parfois de manière peu orthodoxe. Aux débuts de Mr. Bungle, lui et le reste du groupe portaient des masques. Patton et les membres de Tomahawk portent souvent des uniformes d'agents de police. Pendant un concert avec Tomahawk, le 10 mars 2002, Patton urina sur le public, tout en continuant de chanter,. À la suite de l'incident, Patton déclare qu'il ne s'agissait pas de son pénis, mais d'un godemichet à eau qu'il avait dissimulé dans son pantalon dans les coulisses. Pendant que Faith No More jouait Epic aux MTV Music Awards de 1990, Patton gesticula sur scène pour imiter le poisson du clip,. Pendant son troisième concert avec Faith No More, Patton s'entaille maladroitement la main droite avec une bouteille brisée, blessure qui endommage nerfs et tendons. En dépit des pronostics pessimistes des médecins, Patton recouvre la mobilité mais pas le sens du toucher. Durant ses concerts avec Faith No More, Patton effectuait parfois des saltos, mais atterrissait douloureusement sur le dos, tout en continuant de chanter,. Lors du concert de Faith No More au Sziget Festival 2009, fraichement reformé, Patton n'hésite pas à dévorer sur scène le lacet d'une chaussure qui lui est lancé, avant de bruyamment le recracher, son micro devant la bouche, puis de le jeter au public. Patton est également un fan des Lakers de Los Angeles, et a porté des maillots de l'équipe occasionnellement.

## Apparitions

### Filmographie
- 1993 : Video Macumba (court métrage réalisé par Patton)
- 2004 : The Inner or Deep Part of an Animal or Plant Structure (documentaire autour de l'enregistrement de l'album Medulla de Björk ; on voit Patton enregistrer ses prises et discuter avec Björk)
- 2004 : A Bookshelf On The Top Of The Sky (documentaire de Claudia Heuermann sur John Zorn ; Patton apparait quelques secondes en live avec Hemophiliac (Patton, Zorn, Mori))
- 2005 : Firecracker (long métrage de Steve Balderson; Patton joue le rôle de Frank/David.)
- 2007 : Je suis une Légende (long métrage de Francis Lawrence; Patton double les cris des monstres.)
- 2008 : A Perfect Place (bande originale composée et interprétée par Patton)
- 2009 : Hyper Tension 2 (bande originale composée et interprétée par Patton)
- 2010 : Astronome: A Night at the Opera (a disturbing initiation) (opéra composé par John Zorn et mis en scène par Richard Foreman pour un dvd réalisé par Henry Hills ; l'album Astronome du trio Moonchild (où Patton interprète le chant) en est la bande sonore)
- 2010 : La Solitude des nombres premiers (bande originale composée et interprétée par Patton)
- 2012 : The Place Beyond the Pines (bande originale composée et interprétée par Patton) de Derek Cianfrance

### Jeux vidéo
- 2007 : The Darkness (Patton interprète la voix du Darkness ; un titre de Tomahawk est diffusé à la fin du jeu)
- 2007 : Portal (Patton prête sa voix au processeur colérique de GLaDOS)
- 2008 : Left 4 Dead (Patton réalise les borborygmes et autres bruits divers des infectés ; il est de fait crédité dans le booklet)
- 2009 : Left 4 Dead 2 (cf Left 4 Dead plus haut)
- 2009 : Bionic Commando (Patton interprète la voix de Nathan Spencer)
- 2012 : The Darkness 2 (Patton prête à nouveau sa voix au Darkness dans la suite du jeu)
- 2021 : Patton a prêté sa voix à une reprise de la chanson thème des Tortues Ninja de 1987 qui a été diffusée comme bande-annonce du jeu vidéo Teenage Mutant Ninja Turtles : Shredder's Revenge[62].